# Fieberiella pulcherrima
Fieberiella pulcherrima är en insektsart som beskrevs av Berg 1879. Fieberiella pulcherrima ingår i släktet Fieberiella och familjen dvärgstritar. Inga underarter finns listade i Catalogue of Life.